# Mantidactylus atsimo
A Mantidactylus atsimo  a kétéltűek (Amphibia) osztályába és  a békák (Anura) rendjébe, az aranybékafélék (Mantellidae) családjába tartozó faj.

## Előfordulása
Madagaszkár endemikus faja. A típuspéldányt a sziget délkeleti részén, az Andohahela Nemzeti Parkban, 247 m-es tengerszint feletti magasságban figyelték meg.

## Természetvédelmi helyzete
A vörös lista jelenleg nem tartja nyilván.